# Caska
Caska je naselje na Hrvaškem, ki upravno spada pod mesto Novalja Liško-senjske županije in istoimenski zaliv na otoku Pagu.

## Geografija
Caska leži ob Paškem zalivu na severozahodnem delu otoka. Strme obale zaliva so obrasle z grmovjem, medtem ko so okoliški griči goli.. Na severozahodu Caske je zaliv Zeće s porostranimi peščenimi plažami. Caska je dobro zavarovana  pred burjo. Večje jadrnice se lahko sidrajo v zalivu Zrće, manjše pa v dnu zaliva pred naseljem.

## Zgodovina
Današnje naselje stoji na mestu nekdanjega rimskega vojaškega taborišča, okoli katerega se je v 1. stoletju pr. n. št. razvilo naselje Cissa, ki pa je bilo leta 361 poškodovano v potresu; en del naselja se je potopil v morju. Na novo je naselje zaživelo v srednjem veku, vendat pa v 13. stoletju ponovno propade zaradi ozemeljskih vojn med mestoma Rab in Zadar, ki sta se bojevala za posest na Pagu.
Iz antičnih časov so se ohranili ostanki posameznih zgradb, akvadukta in ruševine akropole, ki stojijo na griču sv. Juraja. Tu se nahaja tudi romanska cerkvica, postavljena na mestu starohrvaške cerkvice, od katere so se ohranili še nekateri fragmenti. V naselju pa je bila na ruševinah antičnih zgradb postavljena cerkvica sv. Ante, ki so ji kasneje benediktinci prizidali hospic.
Ob obali stoji visok okrogel stolp, ki je bil postavljen v 19. stoletju in je služil za spremljanje lova na tune.

## Demografija
| Pregled števila prebivalcev po letih | Pregled števila prebivalcev po letih | Pregled števila prebivalcev po letih | Pregled števila prebivalcev po letih | Pregled števila prebivalcev po letih | Pregled števila prebivalcev po letih | Pregled števila prebivalcev po letih | Pregled števila prebivalcev po letih | Pregled števila prebivalcev po letih | Pregled števila prebivalcev po letih | Pregled števila prebivalcev po letih | Pregled števila prebivalcev po letih | Pregled števila prebivalcev po letih | Pregled števila prebivalcev po letih | Pregled števila prebivalcev po letih |
| ------------------------------------ | ------------------------------------ | ------------------------------------ | ------------------------------------ | ------------------------------------ | ------------------------------------ | ------------------------------------ | ------------------------------------ | ------------------------------------ | ------------------------------------ | ------------------------------------ | ------------------------------------ | ------------------------------------ | ------------------------------------ | ------------------------------------ |
| 1857                                 | 1869                                 | 1880                                 | 1890                                 | 1900                                 | 1910                                 | 1921                                 | 1931                                 | 1948                                 | 1953                                 | 1961                                 | 1971                                 | 1981                                 | 1991                                 | 2001                                 |
| 0                                    | 0                                    | 26                                   | 0                                    | 0                                    | 48                                   | 48                                   | 0                                    | 39                                   | 24                                   | 20                                   | 0                                    | 10                                   | 16                                   | 23                                   |